# Rapides du Long-Sault
Les rapides du Long-Sault sont des rapides qui ont existé jadis sur la rivière des Outaouais au Québec (Canada), entre Carillon en aval et Grenville en amont. Ils n’existent plus aujourd’hui que dans les mémoires ou les livres d’histoire. Ils ont été engloutis par les eaux du lac Dollard-des-Ormeaux lors de la construction du barrage de Carillon, en 1963. Ces rapides ont marqué l’histoire.

## Obstacle à la navigation
Cette série de trois rapides constituait un obstacle à la navigation sur la rivière, en amont du lac des Deux Montagnes. Si la route n’était pas coupée, elle était fortement entravée et ne permettait le passage que des petites embarcations. Le courant y était fort et il fallait parfois plusieurs jours pour franchir cet obstacle, selon les saisons, le chargement et le type d’expédition. On devait faire des portages, c’est-à-dire mettre pied à terre et hisser les canots hors de l’eau pour les porter sur la terre ferme au-delà des rapides et les remettre à l’eau. C’était l’endroit rêvé pour les embuscades et Adam Dollard Des Ormeaux, qui a donné son nom au lac qui recouvre désormais ces rapides, pourrait en témoigner éloquemment.

## Trois rapides
Le long sault, ou long rapide, comme l’ont nommé les premiers explorateurs de la Nouvelle-France, courait sur 20,9 km. D’aval vers l’amont il était constitué de trois séries de rapides : les rapides de Carillon, la chute à Blondeau et les rapides du Long-Sault (à la hauteur de Grenville). La dénivellation totale du pied des rapides à Carillon à la tête des rapides à Grenville était de 18,3 mètres. À titre de comparaison, les terribles rapides de Lachine, nommés Sault-Saint-Louis par Champlain, courent en pente plus abrupte car sur une plus courte distance (3 km) mais tombent de 13 m. En remontant le courant, on rencontrait successivement :

### Les rapides de Carillon
La dénivellation entre la tête et le pied des rapides de Carillon était de 2,7 m. Les rapides couraient sur environ 2 km. Il fallait les contourner par un portage. On pouvait ensuite naviguer jusqu’au second arrêt obligé.

### La Chute-à-Blondeau
Le deuxième obstacle était constitué de courts rapides d’une dénivellation de 0,4 m et d’une chute d’eau de 1,2 m. C’était un court obstacle mais il était lui aussi infranchissable par eau ; il fallait mettre pied à terre à cet endroit aussi.

### Le Long-Sault
Les rapides qui ont donné leur nom à l’ensemble couraient entre Greece’s Point et Grenville sur une distance de 9,7 km. Ils étaient eux-mêmes une suite de cinq ou six petits rapides. La dénivellation totale à cet endroit était d’environ 14 m. Le niveau d’eau moyen était entre 2,1 m et 2,4 m mais pouvait être de 4,6 m au printemps. Les rapides étaient parsemés de rochers de bonne taille. Il fallait là aussi mettre pied à terre pour effectuer un portage.

## Trois canaux
Il devint nécessaire pour des raisons militaires d’assurer la libre circulation des navires sur l’Outaouais. L’armée britannique entrepris donc de creuser trois canaux pour contourner ces fâcheux obstacles naturels. Cela importait d’autant plus aux militaires que la route du Saint-Laurent n’était pas sûre à une époque où l’on craignait une invasion armée des États-Unis et qu’il fallait assurer un accès vers l’intérieur du continent. L’Outaouais, au prix d’un aménagement adéquat, permettait de joindre Montréal à Kingston en Ontario, en passant par Ottawa, en évitant le Saint-Laurent. Après plusieurs années de travail, entre 1821 et 1834, les précieux canaux furent ouverts à la navigation sur l’Outaouais. La même année, on achevait les travaux d’aménagement du canal Rideau qui permettait de compléter le trajet en direction de Kingston.

### Le canal de Carillon
Le canal de Carillon comportait trois écluses et s’étendait sur 4,7 km. Les vestiges de la première écluse du premier canal de Carillon sont toujours visibles de nos jours. Ce canal a été rénové en 1870 à la faveur de la construction d’un premier barrage de 549 m. En 1959, Hydro-Québec entrepris de bâtir le second et actuel barrage qui fut terminé en 1963, ce qui créa le lac auquel on donna le nom de Dollard-des-Ormeaux.

### Le canal de Chute-à-Blondeau
Le canal de Chute-à-Blondeau comportait une seule écluse et courait sur la courte distance de 0,26 km. La Chute-à-Blondeau et son canal furent engloutis dès 1870 par la montée de 2 m du niveau d’eau lors de l’érection du premier barrage à Carillon. Il repose depuis 1963 au fond du lac Dollard-des-Ormeaux sous plus de 20 m d’eau.

### Le canal de Grenville
Le canal de Grenville comportait sept écluses et s’étendait sur 9,3 km. Ce canal n’a pas été submergé par la montée des eaux. Il est désaffecté mais toujours bien visible. Il est inscrit sur la liste des sites en péril de Patrimoine Canada depuis 2008 et on tente de le sauver.

## Les effets du harnachement

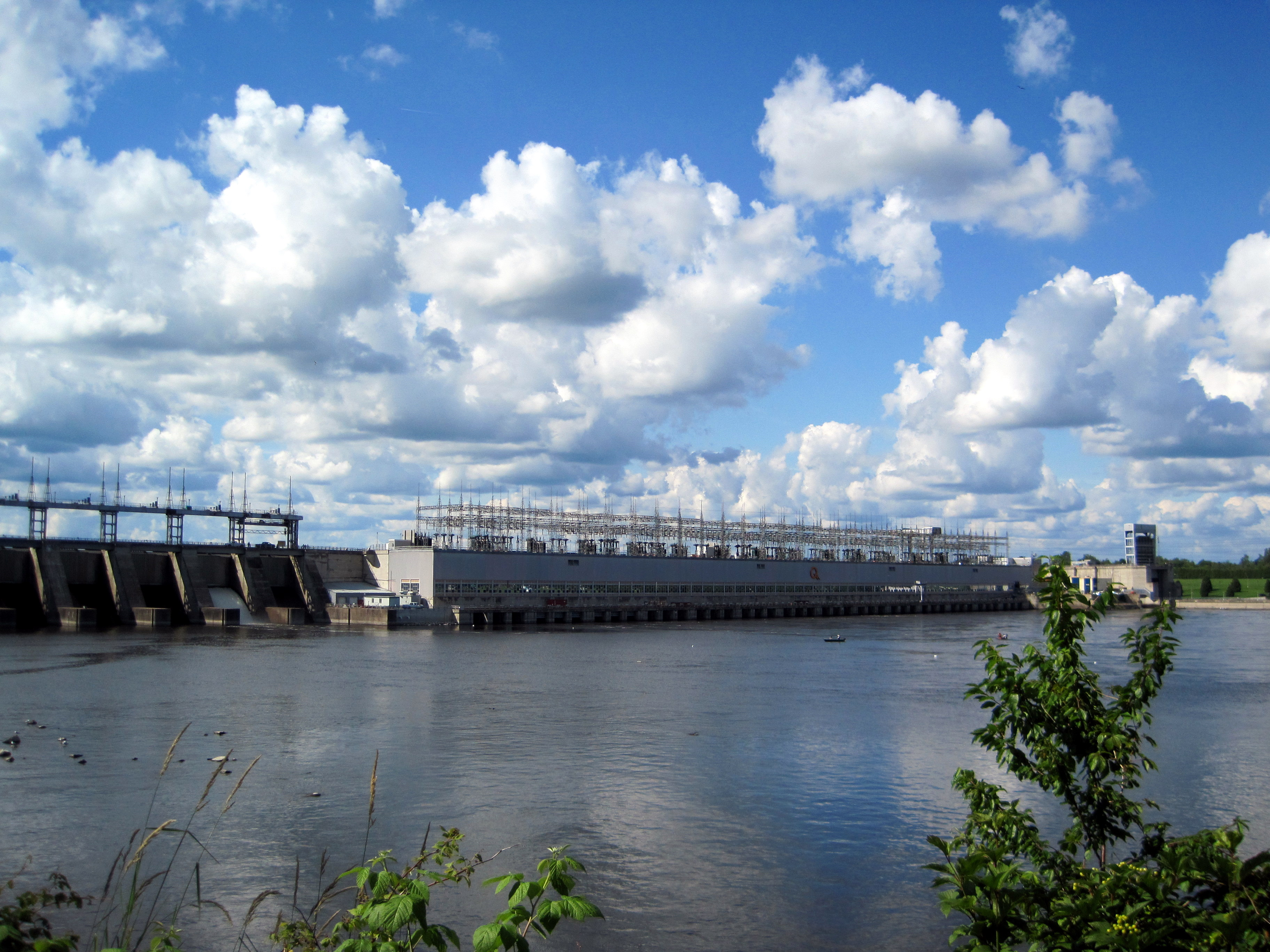
La centrale de Carillon et son barrage, qui submergea totalement les rapides du Long-Sault en 1963.

Le premier barrage de Carillon avait fait monter le niveau d’eau de 2 m à Chute-à-Blondeau. Le second barrage, d’une hauteur plus considérable eut plus d’effet. Le niveau moyen de l’Outaouais s’en trouva haussé de 1,8 m sur 96,6 km, soit presque toute la longueur de la rivière jusqu’au prochain obstacle, les rapides de la Chaudière, qui sont situés quelque 113 km en amont, à la hauteur de Gatineau (anciennement Hull) et Ottawa. À Carillon, l’eau monta de 18,9 m, à Grenville de 2,7 m et les effets se firent sentir jusqu’à Masson où l’eau monta de 0,9 m.